# Adobe Photoshop Fix
Adobe Photoshop Fix, es una herramienta de Adobe Creative Cloud que permite retocar y restaurar imágenes de forma avanzada y a la vez sencilla a través de los dispositivos móviles y tables; Adobe Photoshop Fix permite, por ejemplo, corregir, suavizar, licue, aclarar y realizar otras ediciones y ajustes para obtener justo el look que desea en cualquier tipo de foto.
Adobe Photoshop Fix, lanzada en octubre de 2016 permite solucionar problemas como eliminar elementos que no queremos que aparezcan, quitar posibles manchas, reducir ojos rojos o pintar sobre la fotografía.
Para comenzar es necesario acceder con un Adobe ID, para poder conectar los trabajos que se hacen con otros programas de la firma. Además, da la opción de introducir las credenciales de Adobe, o registrarse y crear una cuenta gratuita. Una vez hecho, se accede a la interfaz principal del programa; una interfaz que apenas tiene una barra vertical situada a la izquierda y una suerte de escritorio donde aparecerán los proyectos.
Adobe promete que Photoshop Fix gestiona de forma inteligente la cantidad de espacio que ocupan los proyectos, y permite recuperar espacio cuando nos quedemos sin almacenamiento, acción para lo cual hay un comando llamado Liberar Espacio.

## Características
- Retoca y restaura - Crea la apariencia que buscas mediante herramientas intuitivas que te permiten licuar, corregir, parchear, suavizar, aclarar y oscurecer tus imágenes.
- Edita y ajusta - Pinta, experimenta con el color, añade viñetas y, además, controla la exposición, el contraste, la saturación y el enfoque; todo ello, mediante una amplia gama de herramientas de edición de imagen esenciales.
- Permite trabajar con archivos grandes - Edita imágenes de alta resolución de hasta 64 megapíxeles, sin tener que preocuparte de que tu dispositivo se bloquee o se ralentice. Photoshop Fix edita todo lo que puedas crear en iPad Pro o con Apple Pencil.
- Lleva tus imágenes a un nivel superior - Envía tus fotos retocadas directamente a Photoshop CC con todas las capas intactas para que sigas perfeccionándolas o usándolas en otros proyectos creativos.
- Disponible para iOS y Android.[3]